# Àgata
L'àgata és una gemma, un conjunt de varietats microcristal·lines de quars (sílice). En realitat, són varietats de calcedònia que presenten bandes de diversos colors poc contrastats. La diferència de colors apareix perquè en cada zona l'estructura i el nombre d'inclusions en la calcedònia varia, amb la qual cosa canvien les seues propietats.
L'àgata es troba en roques volcàniques la grandària de les quals pot variar des de mil·límetres a diversos metres. Es caracteritza per presentar una sèrie de bandes concèntriques de colors semblants, opacs i translúcids, que recorden el tall d'un tronc d'arbre en sentit circular. Pot adoptar diverses formes i presentar-se en moltes varietats. És una pedra dura i resistent als reactius químics. S'empra també per a construir xicotets morters.
Hi ha algunes varietats, com l'àgata dendrítica, molsosa, paisatge i foc, que en realitat són calcedònies amb distintes inclusions. Reben aquests noms pels colors i dibuixos que formen les seues bandes.

## Formació
L'àgata es forma en les cavitats de les roques volcàniques, per on es filtren i dipositen per capes solucions calentes riques en sílice. Les variacions en la solució o en les condicions en què es deposita són les que provoquen les variacions en les successives capes (amb el que a vegades la calcedònia alterna amb el quars cristal·lí).
La primera capa que es deposita sol ser una substància grisenca fosca, que prové de la descomposició de certs minerals presents en la roca en què es va a formar l'àgata. A més, quan l'àgata es desprèn de la seva matriu, aquesta capa queda rugosa i basta. Tot açò li dona a aquest mineral un aspecte exterior de pedrot "lleig".

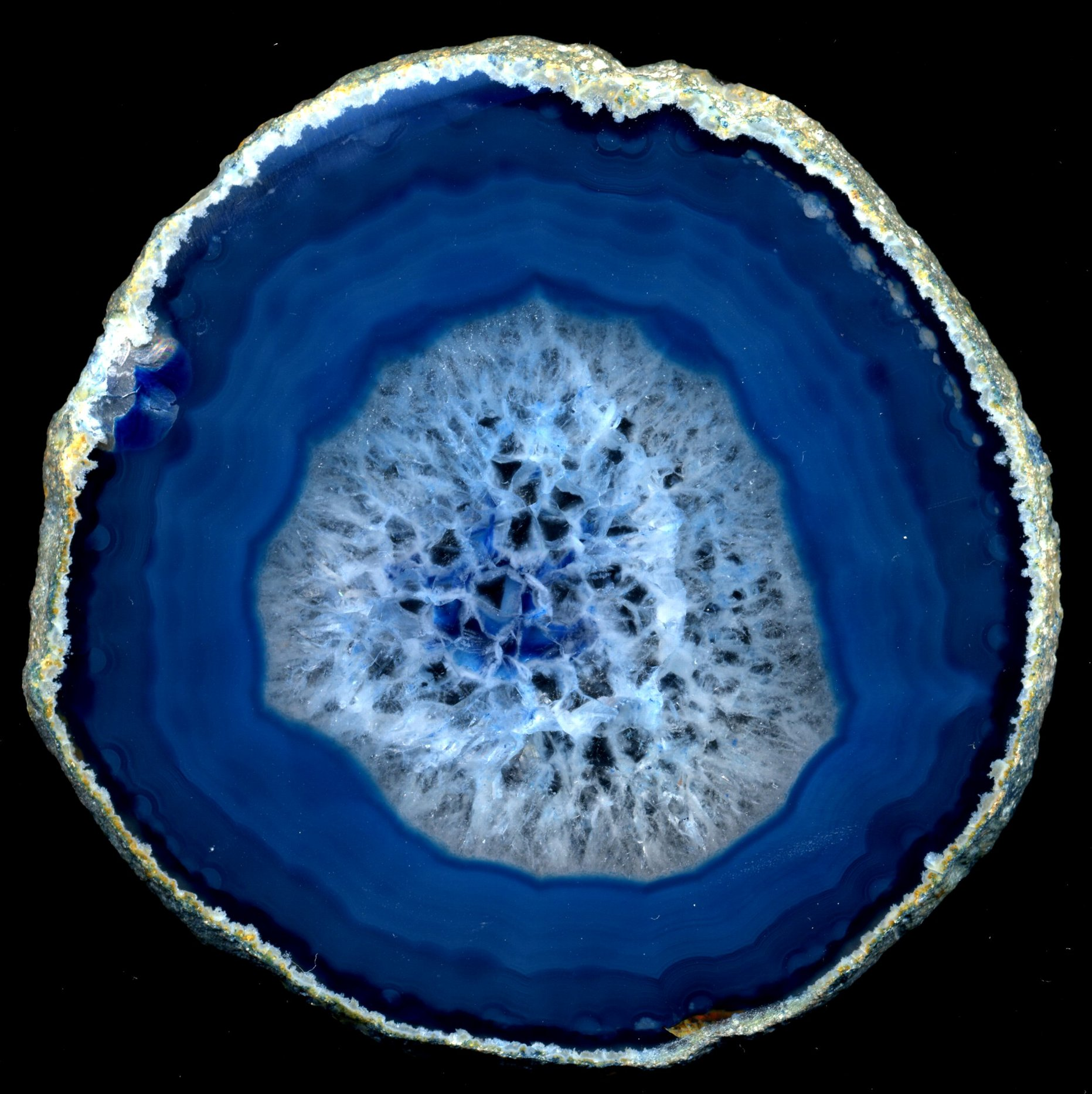
Secció d'una geoda d'àgata

Moltes àgates són buides, ja que sovint no es deposita la quantitat suficient de solució silícia com per a omplir tota la cavitat. En aquests casos, l'última deposició sol ser quars o ametista, i es produeix de forma tal que els vidres apunten a l'interior del buit. Es diu llavors que s'ha format una geoda.
Quan la roca que la conté es desintegra, l'àgata, que és extremadament resistent a l'erosió,
 roman com a graveta en la terra o a la vora dels rius.
Els jaciments més importants d'àgates es troben en Brasil, Uruguai, Índia i Madagascar.

## Etimologia i història
El nom ‘àgata' prové del riu Aplates, al sud de Sicília, en Itàlia, on es diu que es va trobar la primera d'aquestes pedres.
L'àgata va ser molt venerada pels antics i se la considerava com la pedra de la ciència. Es creia que l'àgata de l'Índia era el millor remei per a les malalties dels ulls, i que l'àgata egípcia era molt efectiva contra les mossegades d'aranyes i picadures d'escorpins.
Les àgates d'Alep, a Aràbia, van rebre el nom de "àgates d'ull", pel fet que pareixien pupil·les rodejades de l'iris. Eren molt estimades i s'usaven com a ulls en les imatges dels déus. També s'han trobat en les conques oculars de les mòmies del vell Egipte.
A l'islam les àgates també són pedres molt preades. Segons la tradició, un anell d'àgata, per exemple, protegeix al seu portador de certs contratemps i li garanteix la longevitat, entre altres beneficis.
Sovint, per a comercialitzar-les, les àgates es tenyeixen per a ressaltar el dibuix que formen les seues bandes. D'aquesta manera, s'obtenen colors molt més vius.